# Опасные секреты (фильм)
«Опасные секреты» (англ. Official Secrets) — художественный фильм, основанный на реальных событиях, режиссёра Гэвина Худа, вышедший на экраны в 2019 году. Лента, основанная на книге Марши и Томаса Митчеллов «Шпион, который пытался остановить войну» (англ. The Spy Who Tried to Stop a War), рассказывает историю Кэтрин Ган, сотрудницы Центра правительственной связи Великобритании, передавшей изданию The Observer секретные сведения с целью раскрыть незаконные основания для начала войны в Ираке.

## Сюжет
В 2003 году рядовая сотрудница британских спецслужб Кэтрин Ган получает по общей рассылке электронное письмо, в котором содержится ужасающее указание от Агентства национальной безопасности. США пытается заручиться поддержкой Великобритании в шпионаже за членами Совета безопасности ООН с целью сбора компромата, который можно будет использовать для получения голосов в поддержку вторжения в Ирак. Ган не может стоять в стороне и смотреть, как мир вовлекают в незаконную войну. Она принимает судьбоносное решение — бросить вызов правительству и «слить» электронное письмо в прессу.

## В ролях
| Актёр         | Роль                                                          | Прим. |
| ------------- | ------------------------------------------------------------- | ----- |
| Кира Найтли   | Кэтрин Ган сотрудница ЦПС                                     |       |
| Мэтт Смит     | Мартин Брайт редактор отдела внутренней политики The Observer | [ 5 ] |
| Мэттью Гуд    | Питер Бомонт редактор отдела внешней политики The Observer    | [ 5 ] |
| Рис Иванс     | Эд Валюами нью-йоркский корреспондент The Observer            | [ 5 ] |
| Адам Бакри    | Ясар Ган муж Кэтрин Ган                                       |       |
| Рэйф Файнс    | Бен Эммерсон адвокат Ган                                      | [ 6 ] |
| Конлет Хилл   | Роджер Элтон главный редактор The Observer                    | [ 5 ] |
| Индира Варма  | Шами Чакрабарти директор адвокатского агентства Liberty       | [ 7 ] |
| Мианна Бёринг | Жасмин                                                        |       |
| Хэтти Морахан | Ивонн Ридли журналист, антивоенный активист                   |       |
| Тэмзин Грег   | Элизабет Уилмхёрст                                            |       |
| Шон Дули      | Джон охранник                                                 |       |
| Кеннет Крэнем | судья Хиам                                                    |       |

## Показ
Премьера фильма состоялась на кинофестивале Сандэнс 28 января 2019 года. В широкий прокат в США фильм вышел 30 августа 2019 года вместо первоначально заявленной даты (23 августа). Премьера в России прошла 5 сентября 2019 года.

## Награды и номинации
- 2019 — участие в основном конкурсе кинофестиваля в Сиэтле.
- 2020 — премия Cinema for Peace за лучший политический фильм года.
- 2021 — номинация на премию «Сатурн» за лучший международный фильм.